# Rıza Kayaalp
Rıza Kayaalp (født 10. oktober 1989) er en tyrkisk bryder, der bryder græsk-romersk stil. 
Han repræsenterede Tyrkiet ved sommer-OL 2012 i London, hvor han tog bronze i 120-kilosklassen. 
Han tog sølv under sommer-OL 2016 i Rio de Janeiro.
Under sommer-OL 2020 i Tokyo, som blev afholdt i 2021, tog han bronze.